# Mange, prie et froute
Mange, prie et froute (Eat, Pray, Queef en VO) est le quatrième épisode de la saison 13 de la série télévisée South Park.
Diffusé le 1er avril, l'épisode a pour thème le deux poids, deux mesures des droits hommes/femmes et met en scène Terrance et Philippe ainsi que la famille Marsh.

## Synopsis
Le 1er avril, au lieu de diffuser la seconde partie d'un épisode du Terrance et Philip show que les enfants ont longuement attendue, la chaîne Canadienne diffuse un épisode du tout nouveau show Les Sœurs Qui-froutent, pastiche de Terrance et Philippe où les pets sont remplacés par des pets vaginaux. Le show lance une nouvelle mode dans le pays et tous les hommes s'inquiètent de voir leur femmes émettre constamment maintes flatulences vaginales. Les femmes se défendent en argumentant sur le fait qu'il n'y a aucune différence entre les pets et les pets vaginaux, mais les hommes ignorent leurs arguments. À la suite d'une idée de Wendy, une fille de l'école pète sur Butters, ce qui cause une rébellion des hommes qui décident de se rendre au centre de législation de l'État du Colorado pour faire bannir le pet vaginal.
Pendant ce temps, face au succès grandissant des sœurs Qui-froutent, Terrance et Philippe enragent. Ils décident donc de les tuer. Mais le plan tombe à l'eau lorsque les deux Canadiens se rendent compte qu'ils sont physiquement attirés par les sœurs. Ils créent alors deux couples, et voyagent à travers le Canada en goûtant les vins.
De retour dans le Colorado, nous retrouvons les enfants de South Park qui témoignent de la scène horrible qu'ils ont vécue lorsque la fille de l'école a pété sur Butters... Le lendemain, les journaux affichent en gros titres : « Frout interdit ! ». La mère et la sœur de Stan sont déçues de cette nouvelle, car pour une fois, c'est elles qui avaient quelque chose de dérangeant à adresser aux hommes, mais ces derniers se sont sentis obligés de les en priver. Stan et son père comprennent alors le point de vue des femmes. Pour réparer les dégâts, ils décident de regrouper des hommes pour enregistrer une chanson, intitulée Froutez en toute liberté, qui défend les droits des femmes de faire des pets vaginaux ; à l'écran, sont diffusées des images de femmes faisant divers emplois.
À la fin de l'épisode, Terrance et Phillippe épousent les deux sœurs Qui-froutent après un tonnerre de pets rectaux et vaginaux, et sont déclarés Prouts et Frouts.